# Margherita di Savoia
Margherita di Savoia ist eine italienische Gemeinde mit 11.154 Einwohnern (Stand 31. Dezember 2023) in der Provinz Barletta-Andria-Trani, Region Apulien. Die Gemeinde war vor 2008 Bestandteil der Provinz Foggia. Die Gemeinde liegt an der Adriaküste nordwestlich von Barletta. Im Nordwesten der Gemeinde befindet sich eine der größten Meerwassersalinen europaweit.
Die Nachbarorte von Margherita di Savoia sind Barletta (BA), Trinitapoli, Zapponeta und Canosa di Puglia (BA). Bürgermeisterin war zwischen 2010 und 2012 die ehemalige Fernsehmoderatorin Gabriella Carlucci. 2013 folgte nach einer Übergangsphase Paolo Marrano.

## Bevölkerungsentwicklung
Margherita di Savoia zählt 4.766 Privathaushalte. Zwischen 1991 und 2001 stieg die Einwohnerzahl von 12.404 auf 12.585. Dies entspricht einem prozentualen Zuwachs von 1,5 %.

## Verkehr
Von 1884 bis 1986 bestand die elektrifizierte Nebenstrecke Margherita di Savoia Ofantino–Margherita di Savoia, die in Margherita di Savoia Ofantino an die Bahnstrecke Ancona–Lecce, die „Adriabahn“, anschloss. Die Bahn wurde in den frühen Jahren ihres Bestehens überwiegend für den Salztransport genutzt, bis zur Stilllegung fand umfangreicher Personenverkehr statt.

## Söhne und Töchter der Stadt
- Raf (* 1959), Sänger und Songwriter
- Ruggiero Rizzitelli (* 1967), Fußballspieler